# Verkiezingen voor het Europees Parlement 2024 in Nederland
De verkiezingen voor het Europees Parlement 2024 in Nederland waren reguliere Nederlandse verkiezingen op 6 juni 2024 van de 31 Nederlandse afgevaardigden in het Europees Parlement voor de zittingsperiode 2024-2029. Deze verkiezingen werden in de periode van 6 tot en met 9 juni in alle 27 lidstaten van de Europese Unie gehouden voor 720 zetels in de Europese volksvertegenwoordiging. 
Nederland, inclusief de bijzondere gemeenten Bonaire, Saba en Sint Eustatius, behoorde tot de eerste EU-lidstaten waar gestemd werd, samen met Estland, Letland en Litouwen. De opkomst was 5 procentpunt hoger dan in 2019 en kwam op 46,18%. 
Op 19 juni 2024 stelde de Kiesraad de officiële Nederlandse uitslag vast in een openbare zitting van de Tweede Kamer. De voor Europa breed voorspelde 'ruk naar uiterst rechts' vond in Nederland beperkt plaats; de PVV won zes zetels, terwijl de andere uiterst tot extreemrechtse partijen en onafhankelijken samen vijf zetels verloren; de links-sociaaldemocratische combinatie GroenLinks-PvdA kwam op kop met acht zetels.
De zetels in het Europees Parlement zijn naar rato van het inwonertal verdeeld over de EU-lidstaten. Voor Nederland waren er vijf zetels meer verkiesbaar dan bij de verkiezingen in 2019, wat te maken heeft met de uittreding van het Verenigd Koninkrijk uit de Unie in 2020 en met de bevolkingsgroei.

## Deelnemende partijen in Nederland
Aan de verkiezingen deden twintig partijen mee. Partijen die in de vorige zittingsperiode in het Europees Parlement vertegenwoordigd waren, kregen een lijstnummer op basis van het aantal bij de verkiezingen in 2019  behaalde stemmen. De overige partijen kregen hun lijstnummer door middel van loting.
Van de Nederlandse partijen die aan de verkiezingen in 2019 meededen, had alleen DENK geen lijst ingediend voor de verkiezingen van 2024. Partijen die in 2024 voor het eerst meededen, waren de BoerBurgerBeweging, Belang van Nederland, JA21, Meer Directe Democratie, Nieuw Sociaal Contract en Nederland met een PLAN.
ChristenUnie en SGP namen, anders dan bij de verkiezingen van 2019, niet meer deel met een gezamenlijke ChristenUnie-SGP-lijst.
GroenLinks en PvdA namen deel met een gezamenlijke lijst, volgend op de gezamenlijke deelname aan de Tweede Kamerverkiezingen van 2023. Onderling werd afgesproken dat de kandidaten van GroenLinks en PvdA zich na de verkiezingen 'evenwichtig zouden verdelen' over de twee fracties in het Europees Parlement waarbij deze partijen zijn aangesloten, De Groenen/EVA en S&D.

### Beslissingen Kiesraad
De Kiesraad verklaarde de kandidatenlijst NL PLAN EU geldig, maar stelde de gebruikelijke extra voorwaarden die voor partijen gelden die bij de vorige verkiezing geen zetel hebben behaald. Zij moeten ondersteuningsverklaringen inleveren en een waarborgsom betalen. Daartegen ging de partij in beroep, omdat zij dit zag het als ongelijke behandeling van niet-gevestigde partijen ten opzichte van gevestigde partijen. De beroepsinstantie, de Raad van State, verklaarde het beroep niet-ontvankelijk omdat de partij geen griffierecht had betaald en niet op de zitting was verschenen.
De Kiesraad verklaarde de kandidatenlijst van Jezus Leeft ongeldig. In de Kieswet is voorgeschreven dat politieke groeperingen voor de kandidaatstelling gebruik moeten maken van een bij ministeriële regeling vastgesteld model. In het door Jezus Leeft ingeleverde zelfgemaakte document ontbraken de verplicht gestelde geboortedata en de handtekening van de persoon die het ingeleverd had. De partij tekende beroep aan tegen deze beslissing, maar de Raad van State vond de formele eisen die aan de indiening zijn gesteld doorslaggevend, en oordeelde het beroep ongegrond.

### Overzicht partijen en lijsttrekkers
| Lijst | Partij                                   | Partij                                 | Lijsttrekker               | Europese partij | Europese fractie | Europese fractie |
| Lijst | Partij                                   | Partij                                 | Lijsttrekker               | Europese partij | 2019-2024        | 2024-2029        |
| ----- | ---------------------------------------- | -------------------------------------- | -------------------------- | --------------- | ---------------- | ---------------- |
| 1     | GROENLINKS / Partij van de Arbeid (PvdA) | Partij van de Arbeid (PvdA)            | Bas Eickhout               | PES             | S&D              | S&D              |
| 1     | GROENLINKS / Partij van de Arbeid (PvdA) | GROENLINKS                             | Bas Eickhout               | EGP             | Groenen/EVA      | Groenen/EVA      |
| 2     | VVD                                      | VVD                                    | Malik Azmani               | ALDE            | Renew            | Renew            |
| 3     | CDA - Europese Volkspartij               | CDA - Europese Volkspartij             | Tom Berendsen              | EVP             | EVP              | EVP              |
| 4     | Forum voor Democratie                    | Forum voor Democratie                  | Ralf Dekker                |                 | ECH / ID / geen  | [ i ]            |
| 5     | D66                                      | D66                                    | Gerben-Jan Gerbrandij      | ALDE            | Renew            | Renew            |
| 6     | Partij voor de Dieren                    | Partij voor de Dieren                  | Anja Hazekamp              | APEU            | Linkse Fractie   | Linkse Fractie   |
| 7     | 50PLUS                                   | 50PLUS                                 | Adriana Hernández Martínez | EDP             | EVP              | [ i ]            |
| 8     | PVV (Partij voor de Vrijheid)            | PVV (Partij voor de Vrijheid)          | Sebastiaan Stöteler        | ID              | ID               | PvE              |
| 9     | JA21                                     | JA21                                   | Michiel Hoogeveen          |                 | ECH              | [ i ]            |
| 10    | NL PLAN EU                               | NL PLAN EU                             | Kok Chan                   |                 | [ k ]            | [ i ]            |
| 11    | ChristenUnie                             | ChristenUnie                           | Anja Haga                  | ECPM            | EVP              | [ i ]            |
| 12    | Staatkundig Gereformeerde Partij (SGP)   | Staatkundig Gereformeerde Partij (SGP) | Bert-Jan Ruissen           | ECPM            | ECH              | ECH              |
| 13    | BBB                                      | BBB                                    | Sander Smit                |                 | [ k ]            | EVP              |
| 14    | Meer Directe Democratie                  | Meer Directe Democratie                | Dorien Rookmaker           |                 | ECH              | [ i ]            |
| 15    | SP (Socialistische Partij)               | SP (Socialistische Partij)             | Gerrie Elfrink             |                 | [ k ]            | [ i ]            |
| 16    | vandeRegio                               | vandeRegio                             | Sent Wierda                |                 | [ k ]            | [ i ]            |
| 17    | Volt Nederland                           | Volt Nederland                         | Reinier van Lanschot       | Volt Europa     | [ k ]            | Groenen/EVA      |
| 18    | Belang Van Nederland (BVNL)              | Belang Van Nederland (BVNL)            | Wybren van Haga            |                 | [ k ]            | [ i ]            |
| 19    | NSC                                      | NSC                                    | Dirk Gotink                |                 | [ k ]            | EVP              |
| 20    | Piratenpartij - De Groenen               | Piratenpartij                          | Matthijs Pontier           | PPEU            | [ k ]            | [ i ]            |
| 20    | Piratenpartij - De Groenen               | De Groenen                             | Matthijs Pontier           |                 | [ k ]            | [ i ]            |

## Verkiezingstijd

### VVD en Renew Europe
Op 16 mei 2024 werd in Nederland een hoofdlijnenakkoord gesloten voor het nieuwe kabinet van PVV, VVD, NSC en BBB. Diezelfde dag nog sprak de voorzitter van de liberale Renew Europe-fractie Valérie Hayer haar afkeuring uit over dit akkoord. Op 21 mei deed zij dat opnieuw, omdat ze de standpunten van de PVV in strijd acht met de liberale waarden. Zij wilde na de verkiezingen binnen de fractie bespreken of samenwerking met de VVD nog mogelijk zou zijn. Zij doelde daarbij op het cordon sanitaire tegen extreemrechts van de Europese liberalen. Europees lijsttrekker voor de VVD, Malik Azmani, kondigde aan in het Europees Parlement niet te willen samenwerken met de PVV, omdat Geert Wilders te kennen had gegeven de macht van de EU van binnen uit te willen uithollen. Nadat er binnen de fractie over was gesproken, mocht de VVD lid blijven van de fractie.

### Spitzenkandidaten
Sinds 2014 kiezen de Europese partijen een zogeheten spitzenkandidat, politici die worden gezien als hun mogelijke nieuwe voorzitter van de Europese Commissie. Het is de bedoeling dat zij Europawijd campagne tegen elkaar voeren. De Nederlander Bas Eickhout van GroenLinks was de spitzenkandidat van de Europese Groene Partij, samen met de Duitser Terry Reintke.

### Peilingen en debatten
Zestien van de twintig lijsttrekkers waren man. Het slotdebat op de Nederlandse televisie liet dan ook bijna alleen maar mannen zien. Twee lijsttrekkers van kleinere partijen, Anja Hazekamp (Partij voor de Dieren) en Anja Haga (ChristenUnie), tekenden bezwaar daartegen aan, maar dat had geen resultaat. Kiezers hebben echter niet de plicht op de lijsttrekker te stemmen en kunnen door middel van een voorkeurstem proberen vrouwelijke kandidaten in het Parlement te krijgen. Anders dan bij verkiezingen voor de Tweede Kamer, waar een voorkeursdrempel geldt van 25% van de kiesdeler, is deze voorkeursdrempel bij verkiezingen voor het Europees Parlement slechts 10%.

## Formaat stembiljetten
In vijf gemeenten werd geëxperimenteerd met een kleiner stembiljet, op A3-formaat. Het betrof Alphen aan den Rijn, Boekel, Borne, Midden-Delfland en Tynaarlo. Mocht het experiment als succesvol worden beoordeeld, dan wordt dit formaat mogelijk landelijk ingevoerd voor volgende verkiezingen.

## Verkiezingsuitslag
Het tellen van de stemmen kon direct beginnen na het sluiten van de stemlokalen in Nederland. De tellingen waren openbaar, maar gemeenten mochten de voorlopige uitslagen pas publiceren op 9 juni vanaf 23.00 uur. Op dat tijdstip waren de stembussen in alle lidstaten van de Europese Unie gesloten en konden de verkiezingen in andere landen niet meer beïnvloed worden.
De definitieve uitslag van de verkiezingen werd door de Kiesraad bekendgemaakt op 19 juni 2024. Deze uitslag werd door de Tweede Kamer, na onderzoek door de Commissie voor het Onderzoek van de Geloofsbrieven, op 3 juli 2024 formeel bekrachtigd.

### Opkomst en kiesdeler
|                   | 2019       | 2019      | 2024       | 2024  |
| # stemmen         | %          | # stemmen | %          |       |
| ----------------- | ---------- | --------- | ---------- | ----- |
| Kiesgerechtigden  | 13.164.688 |           | 13.542.363 |       |
| Niet opgekomen    | 7.644.912  | 58,03     | 7.288.896  | 53,82 |
| Opkomst           | 5.519.776  | 41,97     | 6.253.467  | 46,18 |
| Ongeldige stemmen | 11.696     | 0,21      | 11.607     | 0,15  |
| Blanco stemmen    | 10.267     | 0,19      | 9.662      | 0,19  |
| Geldige stemmen   | 5.497.813  | 99,60     | 6.232.198  | 99,66 |
| Kiesdeler         | 211.454    | -         | 201.038    | -     |

### Verkiezingsuitslag en zetelverdeling naar partij
Elf partijen behaalden voldoende stemmen voor minimaal één zetel in het parlement. In 2019 ging 6,91% van de stemmen naar partijen die geen zetel behaalden in het Europees Parlement; in 2024 was dit percentage gestegen naar 10,28%.
| Partij                                   | 2019      | 2019  | 2019   | 2024      | 2024  | 2024   | +/−    | +/−    |
| Partij                                   | # stemmen | %     | zetels | # stemmen | %     | zetels | %      | zetels |
| ---------------------------------------- | --------- | ----- | ------ | --------- | ----- | ------ | ------ | ------ |
| P.v.d.A./Europese Sociaaldemocraten      | 1.045.274 | 19,01 | 6      |           |       |        |        |        |
| GROENLINKS                               | 599.283   | 10,90 | 3      |           |       |        |        |        |
| GROENLINKS / Partij van de Arbeid (PvdA) | -         | -     | -      | 1.314.428 | 21,09 | 8      |        |        |
| subtotaal                                | 1.644.557 | 29,91 | 9      | 1.314.428 | 21,09 | 8      | −8,82  | −1     |
|                                          |           |       |        |           |       |        |        |        |
| PVV (Partij voor de Vrijheid)            | 194.178   | 3,53  | 0      | 1.057.662 | 16,97 | 6      | +13,44 | +6     |
| VVD                                      | 805.100   | 14,64 | 4      | 707.141   | 11,35 | 4      | −3,29  | 0      |
| CDA - Europese Volkspartij               | 669.555   | 12,18 | 4      | 589.205   | 9,45  | 3      | −2,63  | −1     |
| D66                                      | 389.692   | 7,09  | 2      | 523.650   | 8,40  | 3      | +1,31  | +1     |
|                                          |           |       |        |           |       |        |        |        |
| ChristenUnie-SGP                         | 375.660   | 6,83  | 2      |           |       |        |        |        |
| Staatkundig Gereformeerde Partij (SGP)   | -         | -     | -      | 228.036   | 3,66  | 1      |        |        |
| ChristenUnie                             | -         | -     | -      | 180.060   | 2,89  | 0      |        |        |
| subtotaal                                | 375.660   | 6,83  | 2      | 408.096   | 6,55  | 1      | −0,28  | −1     |
|                                          |           |       |        |           |       |        |        |        |
| BBB                                      | -         | -     | -      | 336.953   | 5,41  | 2      | +5,41  | +2     |
| Volt Nederland                           | 106.004   | 1,93  | 0      | 319.483   | 5,13  | 2      | +3,20  | +2     |
| Partij voor de Dieren                    | 220.938   | 4,02  | 1      | 281.600   | 4,52  | 1      | +0,50  | 0      |
| NSC                                      | -         | -     | -      | 233.564   | 3,75  | 1      | +3,75  | +1     |
| Forum voor Democratie                    | 602.507   | 10,96 | 3      | 155.187   | 2,49  | 0      | −8,47  | −3     |
| SP (Socialistische Partij)               | 185.224   | 3,37  | 0      | 136.978   | 2,20  | 0      | −1,17  | 0      |
| 50PLUS                                   | 215.199   | 3,91  | 1      | 58.498    | 0,94  | 0      | −2,97  | −1     |
| JA21                                     | -         | -     | -      | 40.570    | 0,65  | 0      | +0,65  | 0      |
|                                          |           |       |        |           |       |        |        |        |
| vandeRegio & Piratenpartij               | 10.692    | 0,19  | 0      |           |       |        |        |        |
| De Groenen                               | 9.546     | 0,17  | 0      |           |       |        |        |        |
| Piratenpartij - De Groenen               | -         | -     | -      | 23.764    | 0,38  | 0      |        |        |
| vandeRegio                               | -         | -     | -      | 2.732     | 0,04  | 0      |        |        |
| subtotaal                                | 20.238    | 0,37  | 0      | 26.496    | 0,43  | 0      | +0,06  | 0      |
|                                          |           |       |        |           |       |        |        |        |
| Belang Van Nederland (BVNL)              | -         | -     | -      | 23.032    | 0,37  | 0      | +0,37  | 0      |
| Meer Directe Democratie                  | -         | -     | -      | 11.295    | 0,18  | 0      | +0,18  | 0      |
| NL PLAN EU                               | -         | -     | -      | 8.360     | 0,13  | 0      | +0,13  | 0      |
| overige partijen in 2019                 | 68.961    | 1,25  | 0      | -         | -     | -      | −1,25  | 0      |
| totaal                                   | 5.497.813 | 100   | 26     | 6.232.198 | 100   | 31     | 0      | +5     |

### Gekozen leden
Om met voorkeurstemmen gekozen te worden diende een kandidaat meer dan 10% van de kiesdeler aan stemmen te behalen (voorkeursdrempel), wat bij deze verkiezingen neerkwam op minimaal 20.104 stemmen.
Vier kandidaten zouden op basis van hun plaats op de lijst niet verkozen zijn, maar werden door het aantal op hen uitgebrachte voorkeurstemmen gekozen als lid van het Europese Parlement: Catarina Cordeiro Vieira (GroenLinks/PvdA), Hedy d'Ancona (GroenLinks/PvdA), Anouk van Brug (VVD) en Geert Wilders (PVV). Hierdoor werden voor het eerst meer vrouwen dan mannen gekozen in de Nederlands afvaardiging naar het Parlement gekozen, van de 31 zetels gingen er zestien naar vrouwen en vijftien naar mannen.
D'Ancona en Wilders lieten weten hun benoeming niet te aanvaarden (zij waren als lijstduwer op de kandidatenlijsten geplaatst).
1979 · 
1984 · 
1989 · 
1994 · 
1999 · 
2004 · 
2009 · 
2014 · 
2019 · 
2024

Overzicht historische zetelverdeling